# Broněk Černý
Broněk Černý (* 12. března 1961 Strakonice) je český herec.

## Život
V roce 1983 se šel podívat na konkurz herců pro připravovaný film režiséra Zdeňka Trošky Slunce, seno, jahody. Přesto, že neměl v úmyslu se přímo účastnit konkurzu, byl vybrán do hlavní role filmu, kde ztvárnil roli Venci Konopníka. Poté hrál ve filmech Holka na krátkou trať, Zelená léta, Tísňové volání, Mezek a Bylinková princezna. Pro úspěch filmu Slunce, seno, jahody byl angažován i pro natáčení pokračování tohoto filmu Slunce, seno a pár facek a Slunce, seno, erotika. Po dotočení dva roky jezdil se zájezdovým pořadem s Helenou Růžičkovou, Jiřím Růžičkou a Veronikou Kánskou. Poté se již herectví nevěnoval. K filmu se vrátil jen krátce v roce 2003 ve filmu Kameňák.
Pracuje jako řidič nákladního kamiónu. Se svou manželkou Romanou má dvě děti, Terezu a Ondřeje, žije ve Strakonicích.